# Щекутьево (Ведерковский сельсовет)
Щекутьево — деревня в Грязовецком районе Вологодской области на реке Кохтыш.
Входит в состав Комьянского муниципального образования, с точки зрения административно-территориального деления — в Ведерковский сельсовет.
Расстояние до районного центра Грязовца по автодороге — 41,5 км, до центра муниципального образования Хорошево по прямой — 7 км. Ближайшие населённые пункты — Сережино, Вознесенье, Дикарево, Бушуиха.
По переписи 2002 года население — 31 человек (18 мужчин, 13 женщин). Всё население — русские.